# سيرجيو كاراسكو
سيرجيو كاراسكو (بالإسبانية: Sergio Carrasco)‏ هو دراج إسباني، ولد في 17 فبراير 1985 في بورتو سيرانو في إسبانيا.

## وصلات خارجية
- سيرجيو كاراسكو على موقع أرشيف الدراجات (الإنجليزية)
- سيرجيو كاراسكو على موقع إحصائيات الدراجات الإحترافية (الإنجليزية)
- سيرجيو كاراسكو على موقع نسبة الدراجات (الإنجليزية)